# Ville Unite
Con la definizione Ville Unite si intende storicamente una vasta area della Provincia di Ravenna posta a sud del Comune di Ravenna, confinante a ovest con la omologa zona denominata "Ville Disunite".

Essa trae la sua denominazione dal fatto di essere posta a sud dei Fiumi Uniti, corso d'acqua formato dalla confluenza dei fiumi Ronco e Montone.
Geograficamente il territorio è delimitato dal poligono formato a ovest dalla Strada Ravegnana (asse Forlì-Ravenna), attuale S.S. 67, posta sull'asse del fiume Ronco, a est dalla Via Romea e il fiume Savio, a sud dal confine della Provincia di Ravenna 
"Ville Unite" comprende le frazioni di San Pietro in Vincoli, Santo Stefano, Carraie, Campiano, San Pietro in Campiano, Gambellara, Ducenta, Durazzano, Bastia, Castiglione di Ravenna e San Zaccaria.